# Emili, o De l'educació
Publicat el 1762, com el seu títol ho indica, l'Emili, o De l'educació (Émile, ou De l'éducation) de Jean-Jacques Rousseau, és un tractat d'educació o, també, un tractat sobre «l'art de formar les persones». És una obra de denúncia social, fins i tot va ser censurada per l'església el 1772. Rousseau la va escriure per contraposar-se a la mentalitat educativa de la seva època; l'Emili és la utopia de l'educació i el que volia era reconstruir la societat a través del nou ordre natural: sense classes i en contra del règim estamental de l'època.
Roman, avui encara, una de les obres més llegides i més populars sobre l'assumpte, fins al punt que, al Japó, l'autoritat per al desenvolupament del nen imposa a tots els educadors d'escoles maternals la lectura de l'Émile.
Els quatre primers llibres descriuen l'educació ideal d'un jove noi fictici, Émile, i són ordenats cronològicament, abordant, etapa per etapa, les preguntes educatives que emergeixen a mesura que creix. El darrer llibre tracta de l'educació de les noies a partir d'un altre exemple fictici: Sophie, criada i educada per ser la muller d'Émile. Està basat a partir del pensament de que tot per naturalesa és bo i que tot es degenera en mans de les persones. A més, considera que l'educació sorgeix a partir de tres fonts: la naturalesa, les persones i les coses en aquest ordre de rellevància.

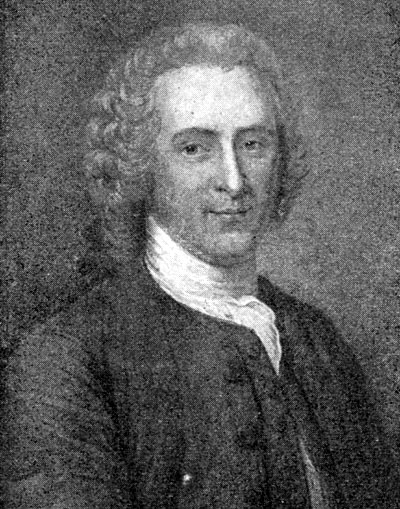
Jean-Jacques Rousseau. Autor de l'obra.

Paral·lelament a les teories pròpiament pedagògiques, l'Émile comprèn la cèlebre Professió de fe del vicari savoià (llibre IV), ple sobre les idees religioses de Rousseau, amb precioses indicacions. Es definia com un model pel que fa a la manera d'introduir la gent jove a les qüestions religioses. El personatge del vicari savoià barrejaria els caràcters de dos religiosos que Rousseau havia conegut de petit: l'abat Gaime, de Torí, i l'abat Gâtier, d'Annecy.

## Llibre I: Dels 2 als 3 anys aproximadament: la primera infància.
En aquest llibre, es tracta essencialment el desenvolupament físic d'Émile. Al principi, l'infant encara no parla, per tant, els gestos més humils de la dida ja són orientats cap al fi a què s'apunta: impedir que la naturalesa no sigui contrariada i que el nen no descobreixi que pot manar per signes.
Rousseau defensa que durant aquesta etapa, l'infant ha d'esta supervisat per la mare i ha d'estar lliure de traves. La força del plaer i el dolor són les que han d'estar presents i l'entorn de l'infant ha de ser el més simple possible. Per tant, l'infant per naturalesa buscarà el que li dona plaer i marxarà del què li produeix mal (norma bàsica del desenvolupament).
Tanmateix, expressa que els sentits de l'infant han d'experimentar per si mateixos i s'ha de deixar que aquest descobreixi en la seva soledat. En conseqüència, es manté en contra de sobrestimular als infants perquè han d'experimentar sols per tal que desenvolupin la seva naturalesa interior. Per altra banda, en aquesta etapa els adults no han de moralitzar als infants perquè encara no tenen sentit de la raó: es manté en contra d'ensenyar a llegir, contar...
Rousseau en aquest capítol és el primer autor que defensa la infància com una etapa separada de la infantessa.

## Llibre II: Dels 3 als 12 anys: la infantesa.
Per a Rousseau, aquesta edat no ha d'anar enfocada als llibres, sinó ha de basar-se en les relacions d'Émile amb el món, per tal de desenvolupar els sentits, i a acostumar el nen a procedir, a partir de les dades sensibles, a deduccions. Defensa que els infants juguin a l'aire lliure, l'educació s'ha de conformar amb la naturalesa i desenvolupar-se segons els principis naturals interns que es tenen al néixer. És a dir, ha de ser una educació negativa: no ha d'intervenir ni coartar el lliure desenvolupament armònic de les seves capacitats naturals. A partir de la curiositat i l'experiència sensorials, s'aprendrà. A més, també defensa que no s'ha d'ensenyar la virtut.
En aquest llibre, Émile encara no té contacte amb l'exterior i s'hi explica l'exemple d'un noi per a qui aquesta fase de l'educació ha reeixit. El pare porta el nen a fer volar un estel, i li demana que trobi la posició de l'estel a partir de la seva ombra. Encara que no se li hagi ensenyat a fer-ho, el nen, havent desenvolupat la seva capacitat de comprensió del món físic, i la seva capacitat per a procedir amb inferències, ho aconsegueix sense pena. (D'una certa manera, hi ha, en aquest enfocament les premisses del mètode Montessori.)

## Llibre III: Dels 12 als 15 anys: Primera adolescència.
És en aquest llibre on Rousseau li dona un llibre a Émile: Robinson Crusoe, aquest tracta d'un noi que viu en un entorn natural, no corromput per la societat. És en aquesta etapa on l'infant comença a aprendre ciències naturals (geografia i biologia), a més, també aprèn un ofici perquè, en el futur, pugui treballar i socialitzar. Émile va aprenent lleis intrínseques de la naturalesa sense explicacions però amb acompanyament i ajuda. També és el moment en què aprèn lectoescriptura.
Als 15 anys ja està preparat per deixar de ser un infant i deixa la vida individual, ja és un ésser pensant, eficient, afable i sensible. En aquest moment deixa que la seva raó es desenvolupi respectant els sentiments i comença a desenvolupar la raó.

## Llibre IV: Dels 15 als 20 anys: La pubertat.
El quart llibre és particularment consagrat a l'amor i a la religió. La Professió de fe del vicari savoià -sovint editada a part-, que examina els orígens de la fe, va ser objecte de múltiples controvèrsies.
En aquest llibre, Émile ja és un ésser quasi preparat que ja pot rebre una formació semblant a la de l'època de Rousseau, per tant, li implanta el mateix pla d'estudis: coneixement de la història, literatura, idiomes (llatí i francès), belles arts, estudis socials, polítiques i un viatge per Europa (Precedent de l'Erasmus). També aprèn religió a través de converses amb un sacerdot.
A partir dels 20 anys, Rousseau, considera que ja es pot enfrontar a la societat i als seus perills, no es deixarà corrompre per la societat perquè té els principis de bondat i justícia interioritzats.

## Llibre V: l'edat adulta: el matrimoni, la família, i l'educació de les dones
Moment de la trobada de Sophie, que constitueix una transició entre el llibre IV -en el qual el desenvolupament del cos produeix l'obertura vers l'altri i el despertar a la sexualitat- i la finalitat de la pedagogia de Rousseau, que consisteix a formar un ciutadà just. La trobada de Sophie és a la vegada trobada amorosa, però també entrada en la vida social, pel matrimoni i la vida de família que suposa. Émili haurà, sota les prescripcions del seu mestre, de deixar momentàniament Sophie, per esdevenir ciutadà. És aleshores que apareix el moment dels viatges d'una banda, per tal de comprendre els costums i usos d'altres pobles i així poder escollir-ne els més adients, i el moment del resum del contracte social; aquestes dues etapes són dues cares -l'una pràctica, l'altra teòrica- d'un mateix ensenyament: assimilar els fonaments i les raons de la societat civil, tanmateix corrompuda. Ja que allà on Émile hagi anat, és l'interès particular, l'abús de poder, i la deterioració de l'estat el que hi regna. On viure quan tot és corromput? La tria serà la segúent: allà on Émile va néixer; quina serà la funció de la persona educada segons la naturalesa enmig d'una institució pervertida? Émile evitarà al màxim aquesta perversió vivint al camp, allà on els costums i els usos són els més estables; la seva missió serà d'exercitar la seva naturalesa, és a dir, ser just, i de fundar una família amb Sophie. És el moment de la paternitat d'Émile, que es distingeix de la resta pel resultat de la seva educació.
Rousseau postulava la igualtat entre homes i dones però defensant algunes diferències, com que els homes eren actius i forts i les dones passives i dèbils. És per aquesta raó que Sofía va rebre una educació diferent i més protegida, preparant-la pel matrimoni i la maternitat.
Més endavant, seria Johann Heinrich Pestalozzi qui intentaria portar a la pràctica l'obra de Rousseau.